# لارس غونتر
لارس غونتر (بالألمانية: Lars Guenther)‏ هو لاعب كرة قدم ألماني، ولد في 13 نوفمبر 1994 في باد هومبورغ في ألمانيا. لعب مع فيهين فيسبادن.

## وصلات خارجية
- لارس غونثر على موقع بيانات كرة القدم. دي إي (الألمانية)
- لارس غونثر على موقع عالم كرة القدم.نت (الإنجليزية)